# Tyrant Biały
Tyrant Biały (kat. Tirant lo Blanc) – hiszpańsko-włosko-brytyjski film historyczno-przygodowy z 2006 roku w reżyserii Vicente Arandy. Zdjęcia kręcono w Madrycie, Stambule, Palermo, Grenadzie, Huelvie, Barcelonie i Walencji.

## Opis fabuły
Sławny rycerz Tyrant Biały otrzymuje od cesarza bizantyńskiego zadanie oswobodzenia Konstantynopola, który jest oblegany poprzez Turków. 

## Obsada
- Casper Zafer – Tyrant Biały
- Esther Nubiola – Carmesina
- Victoria Abril – Ines
- Leonor Watling – Placerdemivida
- Ingrid Rubio – Estefania
- Charlie Cox – Diafebus
- Giancarlo Giannini – cesarz
- Jane Asher – cesarzowa
- Sid Mitchel – Hipólito
- Rafael Amargo – Mehmed IV
- Jay Benedict – ambasador turecki
- Rebecca Cobos – Eliseo